# Viola kosaninii
Viola kosaninii är en violväxtart som först beskrevs av Árpád von Degen, och fick sitt nu gällande namn av August von Hayek. Viola kosaninii ingår i släktet violer, och familjen violväxter. Inga underarter finns listade i Catalogue of Life.